# Astropfad Wuppertal
Der Astropfad ist ein Planetenweg in Wuppertal und damit ein Modell des Sonnensystems.

## Beschreibung
Das unter der Projektleitung von Hans Joachim Hybel mit 16 Schülern des Gymnasiums Sedanstraße ab Oktober 1987 entwickelte Modell wurde im Maßstab 1:5,5238 108 auf einem fast geraden Radius mit einer Länge von ca. 10,7 km gebaut.
Insgesamt 14 Bronzeplatten mit Abmessungen von ca. 30 cm × 30 cm wurden zwischen dem Werth und der Schwebebahnstation Vohwinkel in den Boden eingelassen, neun Tafeln für die Planeten, eine kleinere für den Mond und weitere vier kleinere Platten für die großen Jupitermonde Io, Europa, Ganymed Kallisto. Als Sonne und damit als Zentrum des Sonnensystems wurde der kugelförmige Werther Brunnen ausgewählt. Die ersten Platten wurde von den Fraktionen der CDU und SPD im Rat gespendet, weitere Spender, deren Namen auf den Platten erwähnt sind, schlossen sich an.
Anlässlich des Barmer City-Festes wurde der Astropfad von der Vorsitzenden des Kulturausschusses Ursula Schulz am Freitag, dem 18. Mai 1990 auf dem Geschwister-Scholl-Platz offiziell eröffnet. Zuvor wurde im Frühjahr 1989 die Projektgruppe von Kultusminister Hans Schwier mit dem Sonderpreis der Arbeitsstelle „Praktisches Lernen“ ausgezeichnet. Weiter durfte die Projektgruppe ihre Arbeit am 20. September 1989 im Landtag von NRW in Düsseldorf ausstellen.
Die erneuerte Platte des Neptuns wurde im März 2018 wieder eingesetzt, nachdem Metalldiebe sie im Mai 2012 gestohlen hatten.
| Stationen des Astropfades | Stationen des Astropfades | Stationen des Astropfades                                                               | Stationen des Astropfades                             |
| Himmelskörper             | Sym- bol                  | Lage                                                                                    | Bild                                                  |
| ------------------------- | ------------------------- | --------------------------------------------------------------------------------------- | ----------------------------------------------------- |
| Sonne                     |                           | Werther Brunnen am Ostende der Fußgängerzone Werth                                      | Der Werther Brunnen als Mittelpunkt des Sonnensystems |
| Merkur                    | ☿                         | Ecke Beckmannshof/Werth/Rudolf-Herzog-Straße                                            | Bronzeplatte des Merkur auf dem Astropfad Wuppertal   |
| Venus                     | ♀                         | Geschwister-Scholl-Platz                                                                | Venus                                                 |
| Erde                      | ♁                         | Ecke Werth/Kleine Flurstraße, mit einer Tafel für den Mond                              | Erde und Mond                                         |
| Mars                      | ♂                         | Ecke Werth/Lindenstraße/Johannes-Rau-Platz, in der Nähe des Brunnens Das Tal der Wupper | Mars                                                  |
| Jupiter                   | ♃                         | Friedrich-Engels-Allee 367, mit Tafeln für die Jupitermonde                             | Jupiter mit seinen Monden                             |
| Saturn                    | ♄                         | Nommensenweg 12                                                                         | Saturn                                                |
| Uranus                    | ♅                         | Luisenstraße 110                                                                        | Uranus                                                |
| Neptun                    | ♆                         | Hauptkirche Sonnborn                                                                    | Neptun                                                |
| Pluto                     | ♇                         | Schwebebahnstation Vohwinkel                                                            | Pluto                                                 |